# Матчи сборной России по регби 2003
В 2003 году сборная России по регби провела 7 тест-матчей, 3 из которых завершились победой, а 4 — поражениями. Пять матчей проходили в рамках Кубка европейских наций сезона 2003/2004, ещё два — в рамках розыгрыша Кубка Сверхдержав.

## Снятие счемпионата мира
Сборная России должна была сыграть в марте 2003 года два стыковых матча против Туниса в рамках первого этапа утешительного отборочного турнира к чемпионату мира 2003 года, однако после жалобы сборной Испании была дисквалифицирована. Причиной тому стало незаконное заигрывание трёх регбистов из ЮАР (Вернер Питерс, Райнер Фольшенк и Йохан Хендрикс), чьи русские корни не были подтверждены, вопреки требующимся правилам IRB. Место сборной России заняла сборная Испании.

## Список сыгранных встреч
Кубок европейских наций 2003/2004. 1-й тур
| Испания                                                    | 19:52 | Россия |
| Штрафная попытка · Мануэль Каскарра · Мануэль Каскарра (4) | Голы  | Валерий Федченко · Вячеслав Грачёв · Андрей Кузин · Алексей Сергеев · Сергей Сергеев · Константин Рачков (3) · Константин Рачков (6) · Константин Рачков |

| | Составы  | | |
| 1. Хавьер Салазар 2. Рожер Риполь 3. Хосе Игнасио Сапатеро 4. Игнасио де ла Маса 5. Серхио Соуто 6. Иван Криадо 7. Альфонсо Мата 8. Стив Туино 9. Антонио Бельтран 10. Андрей Коваленко 11. Мануэль Каскарра 12. Альвар Энсисо 13. Себастьен Лубсенс 14. Хайме Нава 15. Ферран Веласко Кероль |          | 1. Александр Хрокин 2. Роман Ромак 3. Алексей Травкин 4. Валерий Федченко 5. Сергей Сергеев 6. Вячеслав Грачёв 7. Роман Шелепков 8. Вячеслав Зыков 9. Виктор Моторин 10. Константин Рачков 11. Александр Янюшкин 12. Алексей Сергеев 13. Алексей Коробейников 14. Андрей Кузин 15. Игорь Дымченко | 1. Александр Хрокин 2. Роман Ромак 3. Алексей Травкин 4. Валерий Федченко 5. Сергей Сергеев 6. Вячеслав Грачёв 7. Роман Шелепков 8. Вячеслав Зыков 9. Виктор Моторин 10. Константин Рачков 11. Александр Янюшкин 12. Алексей Сергеев 13. Алексей Коробейников 14. Андрей Кузин 15. Игорь Дымченко |
| 16. Давид Монреаль 17. Антонио Ортега 18. Мигель Абриль 19. Рамиро Гарсия 20. Пабло Фейхоо 21. Хорхе Прието 22. Фернандо Диес | Запасные | 16. Игорь Николайчук 17. Олег Шукайлов 18. Вакиль Валеев 19. Сергей Васильев 20. Олег Жуков 21. Алексей Сарычев 22. Виталий Зеер | 16. Игорь Николайчук 17. Олег Шукайлов 18. Вакиль Валеев 19. Сергей Васильев 20. Олег Жуков 21. Алексей Сарычев 22. Виталий Зеер |
| Альфонсо Фейхоо | Тренеры  | Александр Первухин | Александр Первухин |

Кубок европейских наций 2003/2004. 3-й тур
| Россия                                                         | 17:23 | Грузия                                      |
| Сергей Сергеев · Константин Рачков (2) · Константин Рачков (2) | Голы  | Палико Джимшеладзе · Палико Джимшеладзе (6) |

| | Составы  | | |
| 1. Александр Хрокин 2. Роман Ромак 3. Алексей Травкин 4. Валерий Федченко 5. Сергей Сергеев 6. Роман Шелепков 7. Вячеслав Грачёв 8. Вячеслав Зыков 9. Александр Янюшкин 10. Константин Рачков 11. Андрей Кузин 12. Виталий Зеер 13. Алексей Коробейников 14. Виталий Иларионов 15. Игорь Ключников |          | 1. Годердзи Швелидзе 2. Аквсентий Гиоргадзе 3. Тато Ратианидзе 4. Вано Надирадзе 5. Виктор Дидебулидзе 6. Григорий Лабадзе 7. Григорий Иашвили 8. Илья Зегдинидзе 9. Ираклий Абусеридзе 10. Палико Джимшеладзе 11. Ираклий Гундишвили 12. Ираклий Гиоргадзе 13. Тедо Зибзибадзе 14. Малхаз Урджукашвили 15. Бадри Хехелашвили | 1. Годердзи Швелидзе 2. Аквсентий Гиоргадзе 3. Тато Ратианидзе 4. Вано Надирадзе 5. Виктор Дидебулидзе 6. Григорий Лабадзе 7. Григорий Иашвили 8. Илья Зегдинидзе 9. Ираклий Абусеридзе 10. Палико Джимшеладзе 11. Ираклий Гундишвили 12. Ираклий Гиоргадзе 13. Тедо Зибзибадзе 14. Малхаз Урджукашвили 15. Бадри Хехелашвили |
| 16. Игорь Николайчук 17. Олег Шукайлов 18. Алексей Речнев 19. Алексей Сарычев 20. Виктор Моторин 21. Олег Жуков 22. Игорь Дымченко | Запасные | 16. Каха Алания 17. Мераб Квирикашвили 18. Давид Хинчагашвили 19. Мевлуд Мтиулишвили 20. Зураб Мчедлишвили 21. Давид Болгашвили 22. Мамука Горгодзе | 16. Каха Алания 17. Мераб Квирикашвили 18. Давид Хинчагашвили 19. Мевлуд Мтиулишвили 20. Зураб Мчедлишвили 21. Давид Болгашвили 22. Мамука Горгодзе |
| Александр Первухин | Тренеры  | Клод Сорель | Клод Сорель |

Кубок европейских наций 2003/2004. 4-й тур
| Румыния                                                                              | 23:12 | Россия                |
| Аугустин Петрекей · Михай Виоряну · Штрафная попытка · Ионуц Тофан · Ионуц Тофан (2) | Голы  | Константин Рачков (4) |

| | Составы  | | |
| 1. Петришор Тодерашк 2. Мариус Тинку 3. Марчел Сокачу 4. Сорин Сокол 5. Кристиан Петре 6. Овидиу Тоница 7. Александру Манта 8. Алин Петраке 9. Кристиан Подя 10. Ионуц Тофан 11. Ион Теоодореску 12. Габриэль Брезояну 13. Михай Виоряну 14. Кристиан Сэуан 15. Кэтэлин Николае |          | 1. Алексей Травкин 2. Игорь Николайчук 3. Олег Шукайлов 4. Валерий Федченко 5. Сергей Сергеев 6. Алексей Сарычев 7. Вячеслав Грачёв 8. Вячеслав Зыков 9. Александр Янюшкин 10. Константин Рачков 11. Андрей Кузин 12. Алексей Коробейников 13. Виталий Зеер 14. Виталий Иларионов 15. Игорь Дымченко | 1. Алексей Травкин 2. Игорь Николайчук 3. Олег Шукайлов 4. Валерий Федченко 5. Сергей Сергеев 6. Алексей Сарычев 7. Вячеслав Грачёв 8. Вячеслав Зыков 9. Александр Янюшкин 10. Константин Рачков 11. Андрей Кузин 12. Алексей Коробейников 13. Виталий Зеер 14. Виталий Иларионов 15. Игорь Дымченко |
| 16. Богдан Бэлан 17. Сильвиу Флоря 18. Аугустин Петрекей 19. Георге Кириак 20. Рэзван Станка 21. Думитру Мариан 22. Дэн Думбравэ | Запасные | 16. Денис Акулов 17. Александр Хрокин 18. Владислав Коршунов 19. Роман Шелепков 20. Вакиль Валеев 21. Виктор Моторин 22. Олег Жуков | 16. Денис Акулов 17. Александр Хрокин 18. Владислав Коршунов 19. Роман Шелепков 20. Вакиль Валеев 21. Виктор Моторин 22. Олег Жуков |
| Бернар Шаррейр | Тренеры  | Александр Первухин | Александр Первухин |

Кубок европейских наций 2003/2004. 5-й тур
| Россия                            | 14:25 | Португалия                                                              |
| Игорь Дымченко · Денис Акулов (3) | Голы  | Антониу Кунья · Гонсалу Малейру · Гонсалу Малейру (3) · Гонсалу Малейру |

| | Составы  | | |
| 1. Олег Шукайлов 2. Владислав Коршунов 3. Алексей Травкин 4. Алексей Речнев 5. Сергей Сергеев 6. Алексей Сарычев 7. Вячеслав Зыков 8. Вячеслав Грачёв 9. Александр Янюшкин 10. Олег Жуков 11. Виталий Иларионов 12. Алексей Коробейников 13. Денис Акулов 14. Виталий Зеер 15. Игорь Дымченко |          | 1. Руй Кордейру 2. Педру Фонсека 3. Жоаким Феррейра 4. Марселу д'Орей Бранку 5. Фредерику Нунеш 6. Антониу Кунья 7. Жуан Ува 8. Генри ван дер Берг 9. Луиш Писсарра 10. Дуарте Пинту 11. Давид Матеуш 12. Фредерику Соуза 13. Дьогу Матеуш 14. Нуну Гарван де Карвалью 15. Гонсалу Малейру | 1. Руй Кордейру 2. Педру Фонсека 3. Жоаким Феррейра 4. Марселу д'Орей Бранку 5. Фредерику Нунеш 6. Антониу Кунья 7. Жуан Ува 8. Генри ван дер Берг 9. Луиш Писсарра 10. Дуарте Пинту 11. Давид Матеуш 12. Фредерику Соуза 13. Дьогу Матеуш 14. Нуну Гарван де Карвалью 15. Гонсалу Малейру |
| 16. Александр Хрокин 17. Александр Казанцев 18. Дмитрий Лоскутов 19. Артём Лубков 20. Игорь Николайчук 21. Андрей Быканов | Запасные | 16. Лоуренсу Андраде 17. Паулу Муринеллу 18. Педру Виейра 19. Васку Ува | 16. Лоуренсу Андраде 17. Паулу Муринеллу 18. Педру Виейра 19. Васку Ува |
| Александр Первухин | Тренеры  | Томас Мораиш | Томас Мораиш |

Кубок Сверхдержав 2003. 1-й тур
| Япония                                                                                               | 34:43 | Россия |
| Соуси Футигами · Такеоми Ито · Тору Курихара (2) · Дайсукэ Охата · Тору Курихара (3) · Тору Курихара | Голы  | Виктор Моторин · Константин Рачков · Ярослав Речнев · Алексей Сарычев · Олег Шукайлов · Константин Рачков (3) · Константин Рачков (4) · Олег Шукайлов |

| | Составы  | | |
| 1. Юити Хисадоми 2. Масааки Саката 3. Масахико Тойояма 4. Коити Кубо 5. Адам Паркер 6. Наоя Окубо 7. Такуро Миути 8. Такеоми Ито 9. Юдзи Сонода 10. Соуси Футигами 11. Хиротоки Онодзава 12. Хидэки Намба 13. Ройбен Паркинсон 14. Дайсукэ Охата 15. Тору Курихара |          | 1. Олег Шукайлов 2. Игорь Николайчук 3. Алексей Травкин 4. Валерий Федченко 5. Сергей Сергеев 6. Алексей Сарычев 7. Вячеслав Зыков 8. Вячеслав Грачёв 9. Виктор Моторин 10. Алексей Коробейников 11. Ярослав Речнев 12. Денис Акулов 13. Виталий Зеер 14. Игорь Ключников 15. Константин Рачков | 1. Олег Шукайлов 2. Игорь Николайчук 3. Алексей Травкин 4. Валерий Федченко 5. Сергей Сергеев 6. Алексей Сарычев 7. Вячеслав Зыков 8. Вячеслав Грачёв 9. Виктор Моторин 10. Алексей Коробейников 11. Ярослав Речнев 12. Денис Акулов 13. Виталий Зеер 14. Игорь Ключников 15. Константин Рачков |
| 16. Масахито Ямамото 17. Масао Амино 18. Луатанги Ватувеи 19. Ясунори Ватанабэ 20. Синити Цукита 21. Джордж Кониа 22. Цутому Мацуда | Запасные | 16. Владимир Симонов 17. Андрей Быканов 18. Александр Хрокин 19. Рашид Бикбов 20. Владислав Коршунов 21. Сергей Васильев 22. Сергей Попов | 16. Владимир Симонов 17. Андрей Быканов 18. Александр Хрокин 19. Рашид Бикбов 20. Владислав Коршунов 21. Сергей Васильев 22. Сергей Попов |
| Сёго Мукаи | Тренеры  | Александр Первухин | Александр Первухин |

Кубок европейских наций 2003/2004. Перенесённый матч 2-го тура
| Чехия                                                                           | 27:13 | Россия                                                   |
| Павел Цамрда · Мартин Пекарек · Ян Рохлик · Мартин Кафка (3) · Мартин Кафка (2) | Голы  | Артём Лубков · Константин Рачков · Константин Рачков (2) |

| | Составы  | | |
| 1. Роман Шустер 2. Лукаш Рапант 3. Павел Штястны 4. Ян Курда 5. Иржи Бурьянек 6. Ян Махачек 7. Ладислав Вондрачек 8. Ян Жила 9. Павел Сыровый 10. Мартин Кафка 11. Зденек Жак 12. Мартин Пекарек 13. Павел Цамрда 14. Ян Рохлик 15. Томаш Невицкий |          | 1. Сергей Новосёлов 2. Игорь Николайчук 3. Алексей Травкин 4. Александр Войтов 5. Олег Азаренко 6. Иван Науменко 7. Дмитрий Дятлов 8. Алексей Сарычев 9. Виктор Моторин 10. Алексей Коробейников 11. Артём Лубков 12. Денис Акулов 13. Виталий Зеер 14. Андрей Чупин 15. Константин Рачков | 1. Сергей Новосёлов 2. Игорь Николайчук 3. Алексей Травкин 4. Александр Войтов 5. Олег Азаренко 6. Иван Науменко 7. Дмитрий Дятлов 8. Алексей Сарычев 9. Виктор Моторин 10. Алексей Коробейников 11. Артём Лубков 12. Денис Акулов 13. Виталий Зеер 14. Андрей Чупин 15. Константин Рачков |
| 16. Рене Колачек 17. Ян Освальд 18. Иржи Скалл 19. Мартин Пекачек 20. Роберт Вовес 21. Ян Фотик 22. Филип Вацек | Запасные | 16. Сергей Попов 17. Александр Хрокин | 16. Сергей Попов 17. Александр Хрокин |
| Иржи Штястный | Тренеры  | Александр Первухин | Александр Первухин |

Кубок Сверхдержав 2003. 2-й тур
| Россия                                                                       | 30:21 | США                                             |
| Андрей Кузин · Константин Рачков · Константин Рачков · Константин Рачков (6) | Голы  | Салеси Сика (2) · Мэтт Шерман · Мэтт Шерман (3) |

| | Составы  | | |
| 1. Алексей Травкин 2. Роман Ромак 3. Олег Шукайлов 4. Сергей Сергеев 5. Валерий Федченко 6. Дмитрий Дятлов 7. Вячеслав Грачёв 8. Вячеслав Зыков 9. Виктор Моторин 10. Алексей Коробейников 11. Игорь Ключников 12. Виталий Зеер 13. Денис Акулов 14. Андрей Кузин 15. Константин Рачков |          | 1. Ричард Лиддингтон 2. Джон Тарпофф 3. Джейкоб Уосдорп 4. Эрайас Андерсон 5. Герхард Клерк 6. Юри Гувс 7. Аарон Сэчуэлл 8. Кристиан Лонг 9. Дуг Роу 10. Мэтт Шерман 11. Мозе Тимотео 12. Салеси Сика 13. Альберт Туипулоту 14. Пол Эмерик 15. Джон Букхольц | 1. Ричард Лиддингтон 2. Джон Тарпофф 3. Джейкоб Уосдорп 4. Эрайас Андерсон 5. Герхард Клерк 6. Юри Гувс 7. Аарон Сэчуэлл 8. Кристиан Лонг 9. Дуг Роу 10. Мэтт Шерман 11. Мозе Тимотео 12. Салеси Сика 13. Альберт Туипулоту 14. Пол Эмерик 15. Джон Букхольц |
| 16. Иван Прищепенко 17. Игорь Николайчук 18. Александр Хрокин 19. Мурат Уанбаев 20. Алексей Сарычев 21. Александр Янюшкин 22. Александр Казанцев | Запасные | 16. Джоне Нангика 17. Мэтт Уайатт 18. Крис Осентовски 19. Райан Хэмилтон 20. Скотт Лоуренс 21. Франсуа Вильйон 22. Энди Макгарри | 16. Джоне Нангика 17. Мэтт Уайатт 18. Крис Осентовски 19. Райан Хэмилтон 20. Скотт Лоуренс 21. Франсуа Вильйон 22. Энди Макгарри |
| Александр Первухин | Тренеры  | Том Биллапс | Том Биллапс |